# Lorenz Lange
Lorenz Lange, född cirka 1690, död 1752, var en svensk ingenjör, upptäcktsresande och diplomat i rysk tjänst. Han är känd för berättelserna om sina resor mellan Ryssland och Kina.
Lange antas ha varit en svensk militär, som blev tillfångatagen av ryssarna och sedan gick i rysk tjänst. Hans namn saknas emellertid i samtida svenska militära arkiv. En orsak till detta kan vara att han var för ung och hade för låg rang till att ha blivit bokförd. En annan möjlighet är att han egentligen hette något annat, men bytte namn när han gick i rysk tjänst. Eftersom Sverige och Ryssland då fortfarande var i krig med varandra, bör hans sidbyte från svensk sida ha uppfattats som landsförräderi. Också de ryska källorna är oeniga om hans bakgrund. Det enda de är helt eniga om, är att han var svensk.
Den mest betrodda uppgiften är att Lange var född i Stockholm omkring år 1690 och att han 1712 tog tjänst hos Peter den Store som löjtnant i ingenjörstrupperna. Enligt samma källa skulle han tagits till fånga efter Sveriges nederlag i slaget vid Poltava tre år tidigare. Men andra källor uppger att han var i rysk tjänst redan 1706, då han skulle ha haft ett uppdrag att rekrytera danska officerare till de ryska arméerna. Ännu en annan uppgift är att tsar Peter lät sända Lange till Berlin för att utbilda honom i språk och allehanda vetenskaper. Jarring kommenterar att detta gott kan vara riktigt, eftersom Lange i sina skrifter ger intryck av att vara en bildad person. 
Langes första uppdrag 1712 var som tillsynsman vid bygget av slottet Peterhof utanför S:t Petersburg. På sin första resa till Kina 1715 var en Langes uppgifter att köpa in kinesiska porslinsugnar till detta slott. Det visade sig att sådana ugnar var okända i Kina, men då Lange medförde ritningar, kunde en sådan tillverkas som gåva till tsar Peter från den kineiske Kangxi-kejsaren. Lange blev av denna orsak i Kina till augusti 1717 och återkom till Moskva först 25 januari 1718. Från denna resa skrev Lange en reseberättelse som i hans samtid utgavs i förkortad version på flera språk, men som i sin helhet först trycktes 1986.  
Enligt Jarring genomförde Lange totalt sex resor för den ryska statens räkning till Qingdynastins Kina men ger bara upplysningar om fem av dessa. På den andra resan ingick Lange i en beskickning på ett 60-tal personer och med en eskort av 26 ryska soldater, som ankom till Peking 18 november 1720. Då de andra drog tillbaka i mars 1721, blev Lange kvar som rysk "agent" eller konsul för att tillvarata ryska intressen. Även om den rysk-kinesiska handeln ökade, gjorde kinesisk byråkrati det omöjligt för honom att stanna kvar, och han lämnade Peking i juli 1722. Också från denna resa har Lange skrivit en berättelse som gavs ut på flera europeiska språk.
Den tredje resan påbörjades 1725 och leddes av en rysk diplomat, Sava Vladislavitj, som emellertid saknade erfarenhet av kinesiska förhållanden. Den omfattade en beskickning på hela 200 personer. Lange deltog som expert och rådgivare i handelsfrågor. Denna beskickning var i Peking från oktober 1726 till april 1727, och åter blev Lange kvar i Peking som rysk representant. Han blev emellertid hemkallad för att förbereda och leda en handelskaravan till Kina, som kom till stånd 1731. Lange vistades den gången i Peking från mars till september 1732. 
Langes sista resa till Kina företogs åren 1736–1737. Han hade nu diplomatiska uppgifter - att lösa problem rörande handelsutbytet mellan Ryssland och Kina, där de bägge länderna hade mycket olika uppfattningar. Också från denna resa föreligger en resedagbok. 
Under tiden 1739–1749 var Lange viceguvernör i Irkutsk, den närmaste större orten till gränsövergången till det kinesiska Mongoliet vid Kjachta. Från samma år var han också chef för karavanhandeln med Kina. 
Langes uppgifter i Kina var från början som handelsagent, men han fick med tiden också politisk-diplomatiska uppgifter i förhållandet till Kina. Sådana uppgifter hade han också under sin tid i Irkutsk. Lange, som på sin första resa skulle skaffa kinesiska konstföremål till tsar Peters palats hade också ett eget intresse för Kina och kinesisk kultur och skaffade sig en egen samling kinesiska antikviteter. Den överlämnades efter hans död av hans familj till den nybildade ryska akademiens "konstkammare". 